# Бескарагай (Абайская область)
Бескарагай (каз. Бесқарағай) — село в Абайской области, административный центр Бескарагайского района. Административный центр и единственный населённый пункт Бескарагайского сельского округа.
До 8 ноября 2007 года село называлось Большая Владимировка. Среди местных жителей распространено название Борас.
В селе родился Герой Советского Союза Сергей Елистратов.

## Население
В 1999 году население села составляло 4861 человек (2385 мужчин и 2476 женщин). По данным переписи 2009 года, в селе проживало 4377 человек (2018 мужчин и 2359 женщин).
На начало 2019 года, население села составило 4268 человек (2027 мужчин и 2241 женщина).